# Shunki Takahashi
Shunki Takahashi (高橋 峻希?, Takahashi Shunki; Asaka, 4 maggio 1990) è un calciatore giapponese, difensore dello Yokohama SCC.

## Carriera
Dopo aver militato nell'Urawa Red Diamonds passa nel 2012 al JEF United Ichihara Chiba. Nel 2014 viene ingaggiato dal neopromosso in massima serie Vissel Kobe.

## Palmarès

### Club

#### Competizioni nazionali
- J2 League: 1

Kashiwa Reysol: 2019